# Kreis Herzogtum Lauenburg
De Kreis Herzogtum Lauenburg is een Kreis in de Duitse deelstaat Sleeswijk-Holstein. De Kreis telt 199.152 inwoners (31 december 2020) op een oppervlakte van 1.263,01 km². Kreisstadt is Ratzeburg.

## Geografie
Kreis Herzogtum Lauenburg ligt in het zuidoosten van de deelstaat. In het noorden grenst het aan de stad Lübeck, in het oosten aan de Landkreisen Nordwestmecklenburg en Ludwigslust-Parchim in Mecklenburg-Voor-Pommeren, in het zuiden aan de Landkreisen Lüneburg en Harburg in Nedersaksen, in het zuidwesten aan de stadstaat Hamburg, en in het westen aan de Kreis Stormarn. Het huidige Kreis komt grotendeels overeen met het ten noorden van de Elbe gelegen deel van het historische hertogdom Saksen-Lauenburg.
De Kreis is zeer bosrijk. Het Sachsenwald, een niet gemeentelijk ingedeeld deel van het Amt Hohe Elbgeest is het grootste aaneengesloten bosgebied van Sleeswijk-Holstein. In het oosten van de Kreis ligt een van de oudste natuurparken van de deelstaat, Natuurpark Lauenburgische Seen, dat over de grens overgaat in het Biosfeerreservaat Schaalsee.
De grootste stad van de Kreis is Geesthacht.

## Geschiedenis

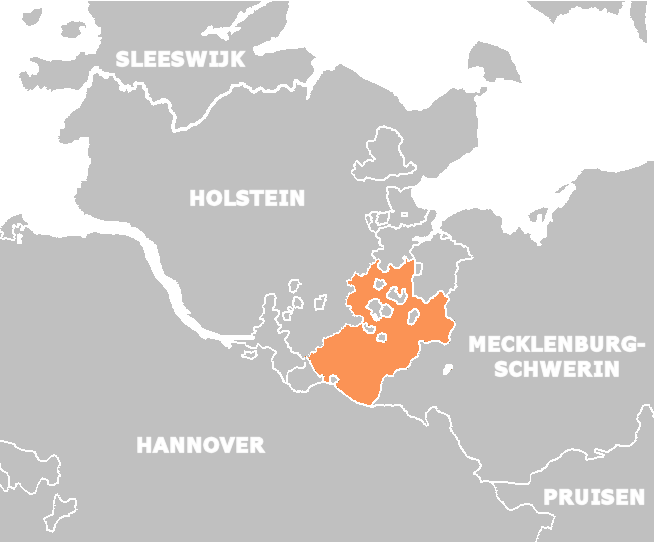
Hertogdom Lauenburg in 1848

De geschiedenis van Lauenburg is de geschiedenis van het voormalige hertogdom. Het hertogdom, gesticht als graafschap in het oorspronkelijke Saksen, wisselde meermaals van heerser. Een zelfstandig hertogdom werd het in 1296 na een van de Saksische verdelingen.
Na de Franse tijd kwam het aan Denemarken dat het uiteindelijk, na de Tweede Duits-Deense Oorlog, moest afstaan aan Pruisen. De kreis ontstond in 1876 toen het hertogdom Lauenburg werd opgeheven en aan de Pruisische provincie Sleeswijk-Holstein werd toegevoegd.
Met de Groot-Hamburgwet van 1937 werden talrijke exclaves van Mecklenburg, van Lübeck en van Hamburg, bij de kreis ingedeeld. De belangrijkste hiervan waren Geesthacht, dat Hamburgs gebied was, en het Domhof in Ratzeburg, dat bij Mecklenburg hoorde.
In 1945 vond in het kader van het Barber-Liasjtsjenko-verdrag een gebiedsuitruil plaats tussen de Britse en de Russische bezettingszones. Hierbij werd de historische grens tussen het Hertogdom Lauenburg en Mecklenburg vervangen door de huidige, meer natuurlijke grens die door de Mechower See en de Schaalsee loopt.

## Bestuurlijke indeling
Herzogtum Lauenburg wordt bestuurlijk ingedeeld in zes zelfstandige gemeenten en acht Ämter die samen 126 gemeenten omvatten, alsmede een niet-gemeentelijk ingedeeld gebied.

### De zelfstandige gemeenten
1. Geesthacht
2. Lauenburg/Elbe
3. Mölln
4. Ratzeburg
5. Schwarzenbek
6. Wentorf bij Hamburg

### De Ämter
(* = bestuurszetel)
- 1. Amt Berkenthin

1. Behlendorf
2. Berkenthin*
3. Bliestorf
4. Düchelsdorf
5. Göldenitz
6. Kastorf
7. Klempau
8. Krummesse
9. Niendorf bij Berkenthin
10. Rondeshagen
11. Sierksrade

- 2. Amt Breitenfelde
(bestuur in Mölln)

1. Alt Mölln
2. Bälau
3. Borstorf
4. Breitenfelde
5. Grambek
6. Hornbek
7. Lehmrade
8. Niendorf/ Stecknitz
9. Schretstaken
10. Talkau
11. Woltersdorf

- 3. Amt Büchen

1. Besenthal
2. Bröthen
3. Büchen*
4. Fitzen
5. Göttin
6. Gudow
7. Güster
8. Klein Pampau
9. Langenlehsten
10. Müssen
11. Roseburg
12. Schulendorf
13. Siebeneichen
14. Tramm
15. Witzeeze

- 4. Amt Hohe Elbgeest

1. Aumühle
2. Börnsen
3. Dassendorf*
4. Escheburg
5. Hamwarde
6. Hohenhorn
7. Kröppelshagen-Fahrendorf
8. Wiershop
9. Wohltorf
10. Worth
11. Sachsenwald (Forstgutsbezirk) niet gemeentelijk ingedeeld

- 5. Amt Lauenburgische Seen 
(bestuur in: Ratzeburg)

1. Albsfelde
2. Bäk
3. Brunsmark
4. Buchholz
5. Einhaus
6. Fredeburg
7. Giesensdorf
8. Groß Disnack
9. Groß Grönau
10. Groß Sarau
11. Harmsdorf
12. Hollenbek
13. Horst
14. Kittlitz
15. Klein Zecher
16. Kulpin
17. Mechow
18. Mustin
19. Pogeez
20. Römnitz
21. Salem
22. Schmilau
23. Seedorf
24. Sterley
25. Ziethen

- 6. Amt Lütau 
(bestuur in Lauenburg/Elbe)

1. Basedow
2. Buchhorst
3. Dalldorf
4. Juliusburg
5. Krukow
6. Krüzen
7. Lanze
8. Lütau
9. Schnakenbek
10. Wangelau

- 7. Amt Sandesneben-Nusse

1. Duvensee
2. Grinau
3. Groß Boden
4. Groß Schenkenberg
5. Klinkrade
6. Koberg
7. Kühsen
8. Labenz
9. Lankau
10. Linau
11. Lüchow
12. Nusse
13. Panten
14. Poggensee
15. Ritzerau
16. Sandesneben*
17. Schiphorst
18. Schönberg
19. Schürensöhlen
20. Siebenbäumen
21. Sirksfelde
22. Steinhorst
23. Stubben
24. Walksfelde
25. Wentorf (Amt Sandesneben)

- 8. Amt Schwarzenbek-Land 
(bestuur in Schwarzenbek)

1. Basthorst
2. Brunstorf
3. Dahmker
4. Elmenhorst
5. Fuhlenhagen
6. Grabau
7. Groß Pampau
8. Grove
9. Gülzow
10. Hamfelde
11. Havekost
12. Kankelau
13. Kasseburg
14. Kollow
15. Köthel
16. Kuddewörde
17. Möhnsen
18. Mühlenrade
19. Sahms

Albsfelde ·
Alt Mölln ·
Aumühle ·
Bäk ·
Bälau ·
Basedow ·
Basthorst ·
Behlendorf ·
Berkenthin ·
Besenthal ·
Bliestorf ·
Börnsen ·
Borstorf ·
Breitenfelde ·
Bröthen ·
Brunsmark ·
Brunstorf ·
Büchen ·
Buchholz ·
Buchhorst ·
Dahmker ·
Dalldorf ·
Dassendorf ·
Düchelsdorf ·
Duvensee ·
Einhaus ·
Elmenhorst ·
Escheburg ·
Fitzen ·
Fredeburg ·
Fuhlenhagen ·
Geesthacht ·
Giesensdorf ·
Göldenitz ·
Göttin ·
Grabau ·
Grambek ·
Grinau ·
Groß Boden ·
Groß Disnack ·
Groß Grönau ·
Groß Pampau ·
Groß Sarau ·
Groß Schenkenberg ·
Grove ·
Gudow ·
Gülzow ·
Güster ·
Hamfelde ·
Hamwarde ·
Harmsdorf ·
Havekost ·
Hohenhorn ·
Hollenbek ·
Hornbek ·
Horst ·
Juliusburg ·
Kankelau ·
Kasseburg ·
Kastorf ·
Kittlitz ·
Klein Pampau ·
Klein Zecher ·
Klempau ·
Klinkrade ·
Koberg ·
Kollow ·
Köthel ·
Kröppelshagen-Fahrendorf ·
Krukow ·
Krummesse ·
Krüzen ·
Kuddewörde ·
Kühsen ·
Kulpin ·
Labenz ·
Langenlehsten ·
Lankau ·
Lanze ·
Lauenburg/Elbe ·
Lehmrade ·
Linau ·
Lüchow ·
Lütau ·
Mechow ·
Möhnsen ·
Mölln ·
Mühlenrade ·
Müssen ·
Mustin ·
Niendorf/ Stecknitz ·
Niendorf bei Berkenthin ·
Nusse ·
Panten ·
Pogeez ·
Poggensee ·
Ratzeburg ·
Ritzerau ·
Römnitz ·
Rondeshagen ·
Roseburg ·
Sahms ·
Salem ·
Sandesneben ·
Schiphorst ·
Schmilau ·
Schnakenbek ·
Schönberg ·
Schretstaken ·
Schulendorf ·
Schürensöhlen ·
Schwarzenbek ·
Seedorf ·
Siebenbäumen ·
Siebeneichen ·
Sierksrade ·
Sirksfelde ·
Steinhorst ·
Sterley ·
Stubben ·
Talkau ·
Tramm ·
Walksfelde ·
Wangelau ·
Wentorf (Amt Sandesneben) ·
Wentorf bei Hamburg ·
Wiershop ·
Witzeeze ·
Wohltorf ·
Woltersdorf ·
Worth ·
Ziethen
Gemeentevrij gebied: Sachsenwald